# Lijst van voetbalinterlands Sierra Leone - Tsjaad
Deze lijst van voetbalinterlands is een overzicht van alle officiële voetbalwedstrijden tussen de nationale teams van Sierra Leone en Tsjaad. De landen speelden tot op heden vier keer tegen elkaar. De eerste ontmoeting, een kwalificatiewedstrijd voor het Wereldkampioenschap voetbal 2018, werd gespeeld in Ndjamena op 10 oktober 2015. Het laatste duel, een kwalificatiewedstrijd voor de Afrika Cup 2025, vond plaats op 13 november 2024 in Abidjan (Ivoorkust).

## Wedstrijden
| № | Plaats        | Datum            | Competitie                   | Wedstrijd             | Uitslag |
| - | ------------- | ---------------- | ---------------------------- | --------------------- | ------- |
| 1 | Ndjamena      | 10 oktober 2015  | WK 2018 kwalificatie         | Tsjaad − Sierra Leone | 1 − 0   |
| 2 | Port Harcourt | 13 oktober 2015  | WK 2018 kwalificatie         | Sierra Leone − Tsjaad | 2 − 1   |
| 3 | Monrovia      | 6 september 2024 | Afrika Cup 2025 kwalificatie | Sierra Leone − Tsjaad | 0 − 0   |
| 4 | Abidjan       | 13 november 2024 | Afrika Cup 2025 kwalificatie | Tsjaad − Sierra Leone | 1 − 1   |

## Samenvatting
| Competitie              | Totaal gespeeld | Winst Sierra Leone | Gelijk | Winst Tsjaad | Doelsaldo Sierra Leone – Tsjaad |
| ----------------------- | --------------- | ------------------ | ------ | ------------ | ------------------------------- |
| WK-kwalificatie         | 2               | 1                  | 0      | 1            | 2 − 2                           |
| Afrika Cup-kwalificatie | 2               | 0                  | 2      | 0            | 1 − 1                           |
| Totaal                  | 4               | 1                  | 2      | 1            | 3 − 3                           |

SLFA · 
A-internationals · 
Sierra Leoons vrouwenelftal
1966 – 1979 · 
1980 – 1989 · 
1990 – 1999 · 
2000 – 2009 · 
2010 – 2019 ·
2020 − 2029
Algerije ·
Angola ·
Benin ·
Burkina Faso ·
Burundi ·
China ·
Comoren ·
Congo-Brazzaville ·
Congo-Kinshasa ·
Djibouti ·
Egypte ·
Equatoriaal-Guinea ·
Ethiopië ·
Gabon ·
Gambia ·
Ghana ·
Guinee ·
Guinee-Bissau ·
Irak ·
Iran ·
Ivoorkust ·
Jordanië ·
Kaapverdië ·
Kameroen ·
Kenia ·
Lesotho ·
Liberia ·
Malawi ·
Mali ·
Marokko ·
Mauritanië ·
Niger ·
Nigeria ·
Sao Tomé en Principe ·
Senegal ·
Seychellen ·
Soedan ·
Somalië ·
Swaziland ·
Togo ·
Tsjaad ·
Tunesië ·
Zambia ·
Zuid-Afrika
FTF · Tsjadisch vrouwenelftal
Interlands
Tegenstander:
Algerije ·
Angola ·
Bahrein ·
Benin ·
Botswana ·
Centraal-Afrikaanse Republiek ·
Comoren ·
Congo-Brazzaville ·
Congo-Kinshasa ·
Egypte ·
Equatoriaal-Guinea ·
Ethiopië ·
Gabon ·
Gambia ·
Ghana ·
Guinee ·
Ivoorkust ·
Jemen ·
Jordanië ·
Kameroen ·
Liberia ·
Libië ·
Madagaskar ·
Malawi ·
Mali ·
Mauritius ·
Namibië ·
Niger ·
Nigeria ·
Oeganda ·
Sao Tomé en Principe ·
Sierra Leone ·
Soedan ·
Tanzania ·
Togo ·
Tunesië ·
Zambia ·
Zuid-Afrika